# Hästskotjärnen (Aspås socken, Jämtland)
Hästskotjärnen är en sjö i Krokoms kommun i Jämtland och ingår i Indalsälvens huvudavrinningsområde.